# Свиные барсуки
Свиные барсуки (лат. Arctonyx) — род хищных млекопитающих семейства куньих. В состав рода включают три вида. Род близок к роду настоящих барсуков (Meles), вместе с ним включается в подсемейство барсучьих.

## Таксономия
Раньше считалось, что род Arctonyx является монотипическим, единственным представителем которого является свиной барсук, но исследование 2009 года показало, что предполагаемые «подвиды» свиного барсука — это еще два отдельных вида, позднее это же открытие подтвердило Американское общество маммологов.

## Виды
| Внешний вид     | Название                          | Место обитания         |
| --------------- | --------------------------------- | ---------------------- |
|                 | Arctonyx albogularis              | Южная и Восточная Азия |
|                 | Свиной барсук (Arctonyx collaris) | Юго-восточная Азия     |
| Фотография вида | Arctonyx hoevenii                 | Суматра (Индонезия)    |

## Охранный статус
МСОП рассматривает виды A. collaris, A. albogularis и A. hoevenii как три разных отдельных вида. Первый занесён в список уязвимых видов, остальные считаются видами, статус которых вызывает наименьшие опасения.